# Victoria Rowell
 (février 2023).
Si vous disposez d'ouvrages ou d'articles de référence ou si vous connaissez des sites web de qualité traitant du thème abordé ici, merci de compléter l'article en donnant les références utiles à sa vérifiabilité et en les liant à la section « Notes et références ».
Victoria Rowell est une actrice et scénariste américaine, née le 10 mai 1959 à Portland, dans le Maine. 
Elle est principalement connue pour son rôle de Drucilla Barber Winters dans Les Feux de l'amour et celui d'Amanda Bentley dans Diagnostic : Meurtre.

## Biographie
En désaccord avec la production des Feux de l'amour au sujet de propositions qu'elle aurait faite concernant l'écriture de certains scénarios, comme c'est souvent le cas dans les séries auxquelles elle participe, Victoria Rowell quitte le soap qui l'a rendue mondialement célèbre. Ainsi, dans un épisode, son personnage, Drucilla, fait une chute mortelle d'une falaise, après avoir eu une violente altercation avec Phyllis Summers, incarnée par Michelle Stafford.
En 2015, malgré un départ de son propre chef avant la fin de son contrat et souhaitant revenir dans le soap Les Feux de l'amour malgré le refus de la production, elle décide d'attaquer en justice CBS, et Sony pour discrimination. 
Elle joue également le rôle du docteur Amanda Bentley dans la série Diagnostic : Meurtre, où apparaît aussi son fils Jasper. Elle joue dans les huit saisons de la série.

### Vie privée
Victoria Rowell fut brièvement mariée, de 1989 à 1990, avec Tom Fahey qui lui donna une fille, Maya. Le 27 juin 2009, elle épouse l'artiste Radcliffe Bailey dans le New Hampshire.
Elle a aussi eu un fils, Jasper, avec le célèbre jazzman américain Wynton Marsalis.

## Filmographie

### Comme actrice
- 1987 : Leonard Part 6 : Joan Parker
- 1988 : As the World Turns (série TV) : Nella Franklin #1 (1988)
- 1988 - 1989 : Cosby Show : Paula
- 1990 : Le Prince de Bel-Air (épisode 3, saison 1) : Mimi Mumford
- 1990 - 2007 : Les Feux de l'amour (série TV-soap) : Drucilla Barber Winters
- 1992 : Monsieur le député (The Distinguished Gentleman) : Celia Kirby
- 1993 : Full Eclipse (TV) : Anna Dire
- 1994 : Secret Sins of the Father (TV) : Yolanda Seeley
- 1994 : Dumb & Dumber : FBI Special Agent Beth Jordan
- 1995 : One Red Rose
- 1996 : Barb Wire : Dr. Corrina 'Cora D' Devonshire
- 1997 : Le Secret du bayou (Eve's Bayou) : Stevie Hobbs
- 1998 : Dr. Hugo : Stevie Hobbs
- 1998 : Secrets
- 1999 : A Wake in Providence : Alissa
- 1999 : Fraternity Boys
- 2001 : Feast of All Saints (TV) : Josette Metoyer
- 2002 : Without Warning (TV) : Dr. Amanda Bentley
- 2002 : A Town Without Pity (TV) : Dr. Amanda Bentley
- 2003 : Black Listed : Patricia
- 2004 : Motives : Detective Pierce
- 2005 : Midnight Clear : Angela Pressmore
- 2005 : A Perfect Fit : Sheila
- 2006 : Les soldats du désert (Home of the Brave) : Penelope Marsh
- 2010 : Ghost Whisperer (épisode 13, saison 5) : Adrienne
- 2013-2014: New York, unité spéciale (saison 14, épisode 12 ; saison 15, épisode 15) : Juge Delilah Hawkins.